# Write You a Song
Write You a Song — дебютный студийный альбом американского кантри-музыканта Джона Парди, который вышел 14 января 2014 года на лейбле Capitol Records Nashville. В альбом вошли синглы «Missin’ You Crazy», «Up All Night», «What I Can’t Put Down» и «When I’ve Been Drinkin’».
Альбом получил положительные отзывы от музыкальных критиков, достиг третьего места в кантри-чарте Top Country Albums и № 11 в американского хит-параде Billboard 200, получил золотую сертификацию в США.

## История
12 февраля 2014 года Парди вместе с Чейзом Райсом и Крисом Янгом открывал тур Диркса Бентли в рамках его тура Riser Tour. 5 августа он объявил о туре Up All Night Tour, осенней акции по 20 городам Северной Америки, которая началась 10 октября в Линкольне (штат Небраска), и 20 декабря в Колумбусе (штат Огайо).

## Отзывы
| Оценки критиков    | Оценки критиков |
| Источник           | Оценка          |
| ------------------ | --------------- |
| AllMusic           | [ 5 ]           |
| Country Weekly     | A−              |
| Digital Journal    | [ 7 ]           |
| Got Country Online | [ 8 ]           |
| Roughstock         | [ 9 ]           |

Альбом Write You a Song был единодушно положительно встречен музыкальными критиками. В Country Weekly Джон Фриман оценил альбом на A-, заявив, что «Мы поднимем за это бокал». Стив Леггетт из AllMusic оценил альбом в три с половиной звезды, заявив, что «Игра, производство и звук на Write You a Song солидные и профессиональные, с достаточным количеством граней, чтобы он не был просто предсказуемым». В Digital Journal Маркос Пападатос оценил альбом в четыре звезды, сказав, что «Jon Pardi проделал достойную работу над своим дебютным студийным альбомом и, надеюсь, у него будет больше хитов с него». Мэтт Бьорк из Roughstock оценил альбом в четыре звезды, написав, что «Мелодии интересные, композиции крепкие, и Парди обладает сильным голосом на протяжении всего альбома Write You A Song, а это все, что можно требовать от дебютного альбома, и для тех, кто ищет кого-то, кого можно помазать как потенциального „спасителя“ музыки кантри, Парди может стать этим парнем для вас». На сайте Got Country Online Тара Торо оценила альбом в четыре звезды, отметив его как «целостный пакет кантри-музыки, который вы захотите слушать снова и снова».

## Коммерческий успех
Альбом дебютировал на 14-м месте в основном американском хит-параде Billboard 200, а также на третьем месте в кантри-чарте Top Country Albums, с продажами 17000 копий в дебютную неделю. К февралю 2016 года тираж составил 85000 копий в США.

## Список композиций
| №                   | Название                   | Автор(ы)                         | Длительность |
| ------------------- | -------------------------- | -------------------------------- | ------------ |
| 1.                  | «What I Can't Put Down»    | Jon Pardi Bart Butler Brice Long | 3:23         |
| 2.                  | «Up All Night»             | Pardi Butler Brett Beavers       | 3:32         |
| 3.                  | «Write You a Song»         | Pardi Butler Dave Ulbrich        | 3:06         |
| 4.                  | «That Man»                 | Pardi Casey Beathard             | 3:34         |
| 5.                  | «Missin' You Crazy»        | Pardi Butler Monty Holmes        | 3:19         |
| 6.                  | «Happens All the Time»     | Pardi Kent Agee Burton Collins   | 3:22         |
| 7.                  | «Trash a Hotel Room»       | Aaron Goodvin Matt Jenkins       | 3:46         |
| 8.                  | «Chasin' Them Better Days» | Pardi Beathard Shane Minor       | 4:24         |
| 9.                  | «Love You from Here»       | Pardi Butler Jimmy Melton        | 3:33         |
| 10.                 | «Empty Beer Cans»          | Pardi Kent Blazy Tia Sillers     | 3:29         |
| 11.                 | «When I've Been Drinkin'»  | Pardi Butler Jeremy Spillman     | 3:18         |
| Общая длительность: | Общая длительность:        | Общая длительность:              | 38:44        |

## Чарты
| Чарт (2014)                        | Высшая позиция |
| ---------------------------------- | -------------- |
| США (Billboard 200)                | 14             |
| США (Billboard Top Country Albums) | 3              |

| Чарт (2014)                       | Позиция |
| --------------------------------- | ------- |
| US Top Country Albums (Billboard) | 72      |

## Сертификации
| Регион                                                                      | Сертификация | Продажи |
| --------------------------------------------------------------------------- | ------------ | ------- |
| США (RIAA)                                                                  | Золотой      | 500 000 |
| Данные о продажах + прослушиваниях приведены только на основе сертификации. |              |         |